# SOPシステム
SOPシステム（そっぷ-）とは、「メタルギアソリッド4」及び「メタルギアオンライン」に登場する架空の戦場管理システム。SOPは「Sons Of the Patriots（愛国者の息子達）」を表す。

## 概要
ATセキュリティ社が開発した戦場管理システム。戦場へ介入する機会が増えたPMCによる民間人への暴行などを抑制するために国連決定により導入された。戦場の管理・効率化は様々な恩恵をもたらすため、各国の軍隊や警察機関も採用している。
SOPシステムに登録された兵士は、個体IDが記録されたナノマシンを注入されてID管理される。兵士に注入したナノマシンによる身体の損傷や所持弾数、必要な兵站を行うことで「戦場の霧」を正確に把握。仲間の五感を共有し、周囲の情報を把握して連携を強化。ナノマシンを介して部隊内で短距離バースト通信を使用することで無線的なコミュニケーションが可能で、簡単に優れたチームワークを発揮できるようになる。全ての兵器にIDチップが搭載されており、使用する一般兵器（火器・兵器・車両・航空機など）と所有者のIDを連動させ、一致しなかった場合は兵器が使えなくなる。同時に兵器の鹵獲・交戦規定違反・戦場の非人道的行為・民間人への被害を低下させる。兵士の状態やミクロ・マクロによる戦況の把握が出来るようになり、その情報を本部で全て管理できるよう保証し、指揮官は高精度の作戦が行えるようになった。
しかしその正体は、戦場の管理を実現して世界中のあらゆる紛争をビジネスとして戦争経済へ変容させるために「愛国者達」の代理AIネットワークが生み出したものだった。
このシステムの本質は感情の制御である。注入されたナノマシンが兵士の体内で分泌物を出すことにより、殺人への躊躇や恐怖を抑えて精神を安定状態に保ち、敵を殺害した際に快楽物質を供給することで意図的にコンバットハイを作り出すなどによって、経験の浅い新兵でも歴戦の兵士のような戦果を挙げる可能性を大幅に高めることとなる。PMCの兵士はナノマシンの注入によるID管理を義務付けられ、システムにリアルタイムで情報を発信している。戦争経済によるPMCの利益増大が起き、「SOPシステムによる戦場浄化」と言うプロパガンダからPMCの統合も次々と行われた。規模拡大したPMCそのものを危惧する意見も各国で数多く上がっていたが、このシステムが足枷となり、PMCがクライアントの意向に背くことや反逆はできなくなった。

## 問題点とその結末
問題点として、システムがウイルスなどによるハッキングがされた場合、システムの中枢を抑えられると全ての兵器が使用不能になり、兵士の感情をコントロールされる危険性がある。そしてその問題点を、「愛国者達」の支配体制を打ち崩すべく、リキッド・オセロットの仕組んだ「ガンズ・オブ・ザ・パトリオット」によって突かれることとなる。
ビッグ・ボスの遺伝子コードがキーとなっていたSOPシステムは、ビッグ・ボス（実際はその完全なクローンであるソリダス・スネーク）の遺伝子コードを手に入れたリキッドによって掌握され、リキッドの傘下にある世界五大PMC以外のSOPシステムの管理下にあった兵力は、米軍なども含めほとんど機能不全に陥ってしまった。ガンズ・オブ・ザ・パトリオット自体はオールド・スネークなどの奮闘で阻止されたものの、愛国者達の代理AIは消滅し、それと共に管理者がいなくなったSOPシステムも機能停止した。
しかし、システムの管理が停止することで、抑えつけられていた恐怖や後悔などの感情が解き放されてPTSDを発症する「SOP症候群」が問題に挙がることとなった。